# زيد الرفاعي
زيد سمير الرفاعي (1355- 1446 هـ / 1936- 2024 م)، رئيس وزراء أردني، ووزير دفاع سابق.

## سيرته
ولد زيد سمير الرفاعي في عمَّان، يوم الجمعة 13 رمضان 1355هـ الموافق 27 نوفمبر (تشرين الثاني) 1936م. حصل على الشهادة الابتدائية من مدرسة المطران بالأردن، والشهادة الثانوية من مدرسة فيكتوريا بالقاهرة. ثم حصل على شهادة البكالوريوس من جامعة هارفارد، وماجستير قانون وعَلاقات دَولية من جامعة كولومبيا.

## أعماله ووظائفه
- التحق بوزارة الخارجية وعمل في السفارات الأردنية في القاهرة وبيروت والأمم المتحدة ولندن.
- انتقل للعمل في الديوان الملكي الهاشمي عام 1964 حيث اشغل مناصب رئيس التشريفات الملكية وأمين عام الديوان الملكي والسكرتير الخاص لجلالة الملك المعظم ورئيس الديوان الملكي الهاشمي.
- عين سفيرًا للمملكة في بريطانيا عام 1971 وعاد ليشغل منصب المستشار السياسي لجلالة الملك.
- شكل حكومته الأولى عام 1973 وأشغل منصب وزير الخارجية ووزير الدفاع بالإضافة إلى رئاسة الوزارة.
- شكل حكومته الثانية عام 1985 حيث أشغل منصب وزير الدفاع بالإضافة إلى رئاسة الوزارة إلى أن أطاحت بها ثورة شعبية في جنوب البلاد بعد أن تفاقم في عهده الفساد المالي وقمع الحريات وتعذيب المعارضين.
- عين عضوًا في مجلس الأعيان لعدة دورات.
- تولى رئاسة مجلس الأعيان من 8 يونيو (حَزِيران) 1997 إلى 12 ديسمبر (كانون الأول) 2009.
- اعتزل العمل السياسي بتاريخ 12 ديسمبر (كانون الأول) 2009، بعد أن كُلِّف ابنُه السيد سمير زيد الرفاعي رئاسةَ الوزراء.

## الأوسمة
الأوسمة الأردنية: وسام النهضة، وسام الكوكب، وسام الاستقلال.
أوسمة أخرى: من سوريا، مصر، المملكة العربية السعودية، تونس، لبنان، سلطنة عمان، إسبانيا، الصين، تركيا، باكستان ورومانيا.

## وفاته
توفي زيد سمير الرفاعي يوم الاثنين 8 صفر 1446هـ الموافق 12 أغسطس (آب) 2024م.